# ムツィオ・トマシーニ

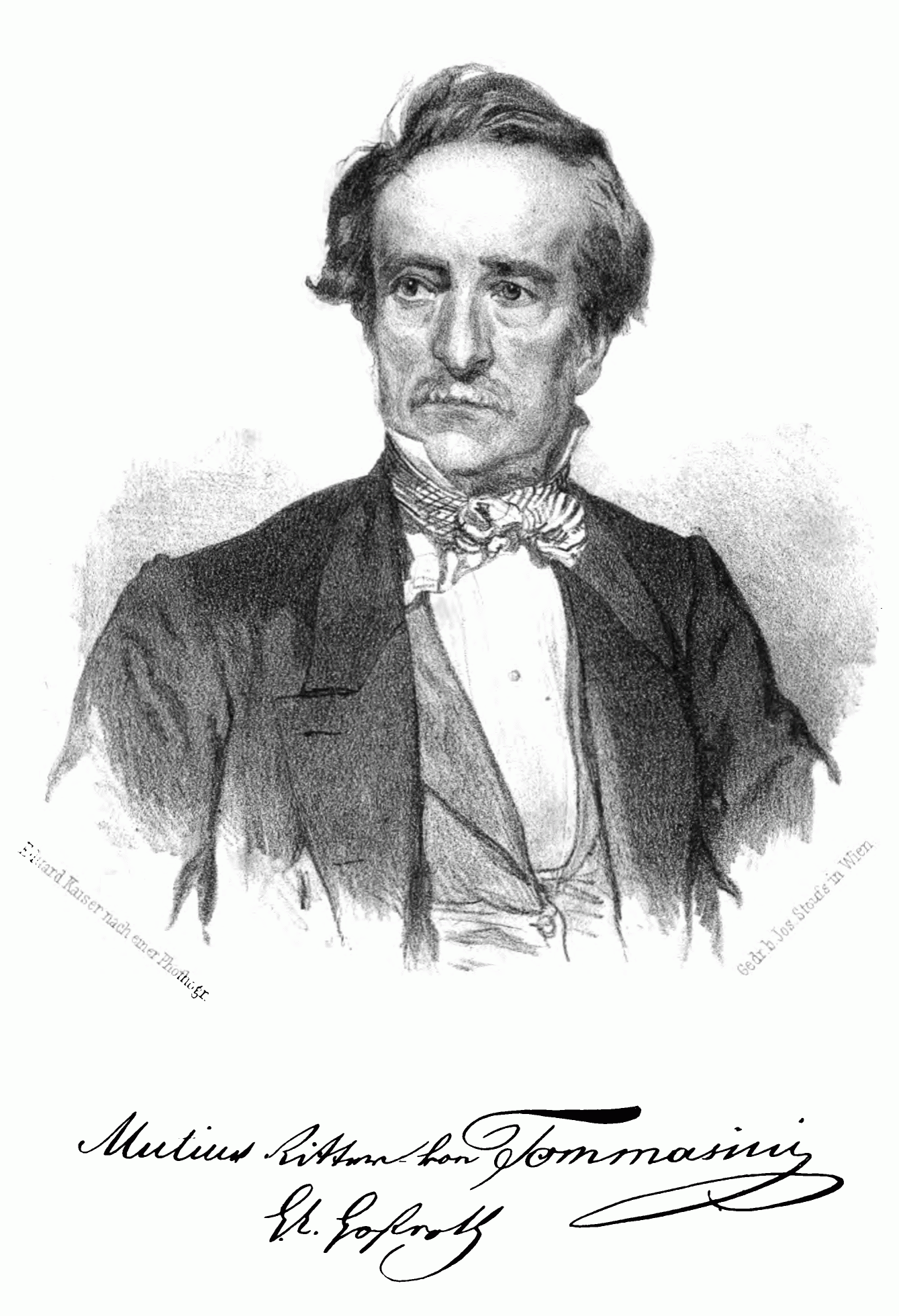
Muzio de Tommasini (1794-1879)

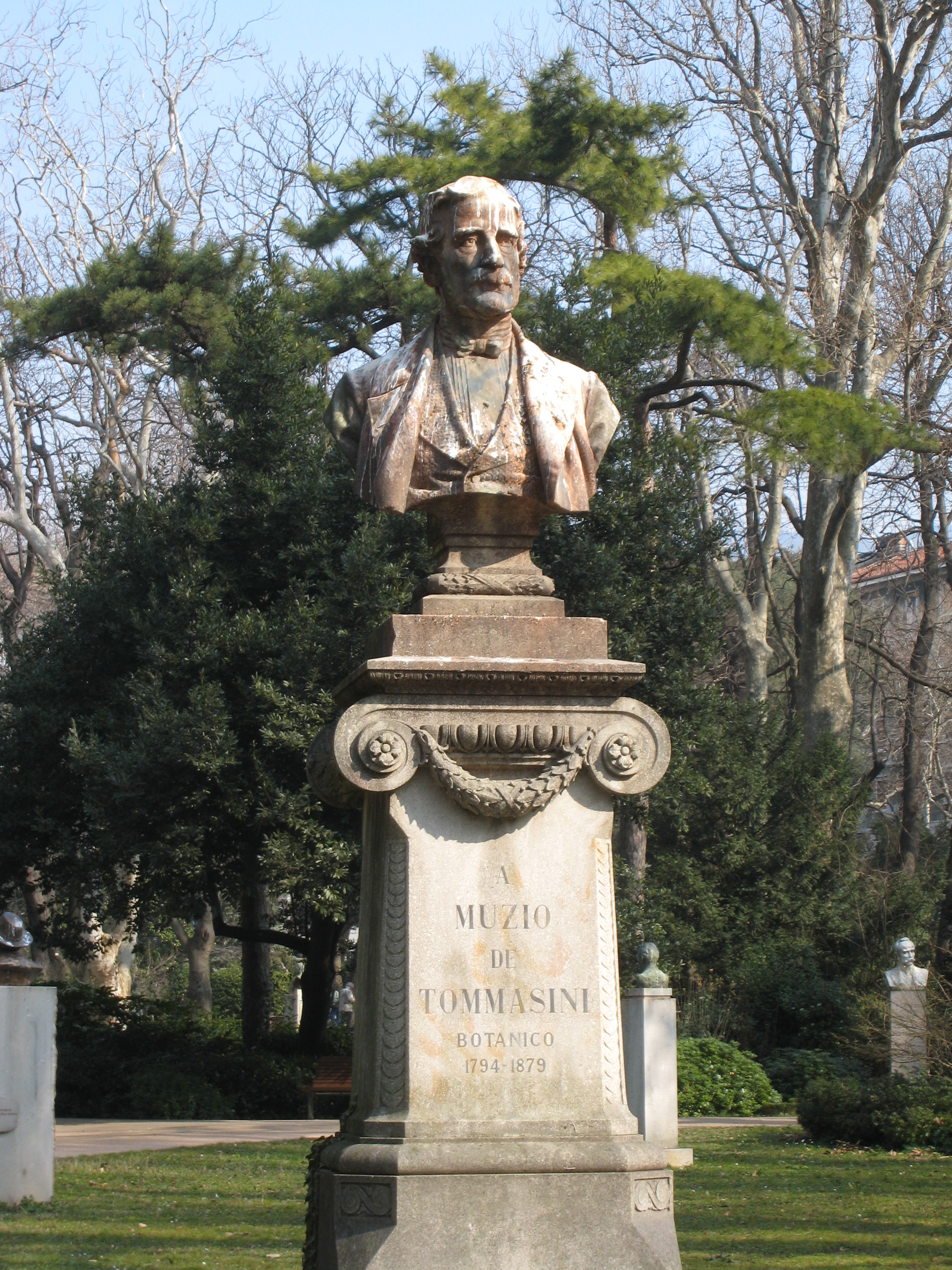
トリエステにある銅像

ムツィオ・トマシーニ（Muzio Giuseppe Spirito de Tommasini またはMutius von Tommasini、1794年6月4日 – 1879年12月31日）はイタリアの植物学者、政治家である。

## 略歴
当時、オーストリア＝ハンガリー帝国の統治下にあったトリエステで生まれた。高校時代から植物に興味を持ち、ウィーン大学では植物学者のニコラウス・フォン・ジャカンの影響を受け、ウィーン近郊の植物研究を行った。その後、グラーツ大学で法律を学んだ。
1817年に役人としてイストリアで働きはじめ、翌年、クロアチア南部のスプリトの事務長（district secretary）に任命された。1839年から1860年の間トリエステの市長を務めた。市長在職中もトリエステ地方の植物研究を行い、1840年にはジュリア・アルプス山脈の調査を行った。ドイツの植物地理学者、オットー・センドナー（Otto Sendtner）とオーストリア＝ハンガリー帝国の海岸地方で植物標本を集めた。1945年に創設されたトリエステ市立自然史博物館（Civico Museo di Storia Naturale di Triest）の計画に貢献した。1860年に政治家を引退した後、植物研究に専念した。
植物学者として多くの地域を調査し、1823年にクロアチアのビオコヴォ山地、1827年にダルマチアを調査した。1832年にニコラ・テオドール・ド・ソシュールとオーストリア＝ハンガリー帝国の海岸を調査し、1837年にイギリスのジョージ・ベンサムとスロベニアのカルニオラや、ケルンテンとフリウーリなどオーストリア＝ハンガリー帝国の南部を調査した。
園芸品種のクロッカスの原種の学名、Crocus tommasinianusに献名されている。

## 著作
- Streifzug von Triest nach Istrien im Fruhlinge 1833, バルトロメオ・ビアソレットーと共著, s.e., s.l. 1833.
- Der Berg Slavnik im Kustenlande und seine botanischen Merkwurdigkeiten insonderheit Pedicularis Friderici Augusti, Gebauerschen, Halle 1839.
- Die Vegetation der Sandinsel Sansego und einiger naheliegender Inseln im Quarnerobusen, Ueberreuter, Wien 1862.
- Sulla vegetazione dell'isola di Veglia e degli adiacenti scogli di S. Marco, Plavnik e Pervichio nel Golfo del Quarnero, Tip. Apolonnio & Caprin, Trieste 1875.
- Cenni storici e fisici sulla selvicoltura dell'agro triestino, Tip. del Lloyd austro-ungarico, Trieste 1876.
- Flora dell'isola di Lussino, ed. postuma, Tip. Lloyd austriaco, Trieste 1895.